# Humbert Ancelin
Humbert Ancelin (né vers 1648 à Paris et mort à Paris le 26 juin 1720) est un ecclésiastique qui fut évêque de Tulle de 1681 à  1702.

## Biographie
Humbert Ancelin est d'origine modeste, il est le fils de Perrette Dufour, nourrice de Louis XIV et de son mari Étienne Ancelin, voiturier à Passy. Considéré de ce fait comme le « frère de lait » du roi, il bénéficie comme le reste de sa famille qui est anoblie en 1653 de la protection royale. Sa mère est pensionnée, son père reçoit un office de « Maitre d'Hôtel » puis de « Contrôleur général » de la maison de la Reine dont son fils aîné Louis hérite ; ses autres fils sont destinés à l'Église : Henri-Charles le puiné, reçoit en commende l'abbaye Saint-Vincent de Metz et le 3e Humbert devient aumônier de la reine et est pourvu en 1666 de l'abbaye Saint-Pierre de Marcilhac-sur-Célé dans le Quercy. 
Humbert Ancelin est ensuite désigné en 1680 comme évêque de Tulle, confirmé le 17 mars 1681, il est consacré en mai suivant à Paris par l'archevêque François de Harlay de Champvallon. 
Sa principale intervention dans le fonctionnement de l'Église de France se limite à sa présence en 1681-1682 comme représentant de la province ecclésiastique de Bourges aux côtés de l'archevêque lors de l'Assemblée du clergé. Il retourne ensuite dans l'anonymat. Bien que du fait de l'origine de son élévation, il soit surnommé par les esprits  malveillants « L'évêque Téton », Humbert Ancelin est un évêque de Tulle exemplaire : il réorganise le diocèse et le dote d'un séminaire, mais victime de l'hostilité de son chapitre de chanoines, il doit se démettre de son siège en 1702. Il obtient en compensation la commende de l'abbaye Notre-Dame de Ham dans le diocèse de Noyon. Il meurt évêque émérite à Paris le 26 juin 1720.